# 八木正夫
八木 正夫（やぎ まさお、1926年10月12日 - 2008年7月31日）は、日本の美術造形家。造形製作会社エキスプロダクションの創立メンバーの一人。大映初の怪獣映画『大怪獣ガメラ』（1965年）の怪獣「ガメラ」の造形者である。愛知県豊橋市出身。
東宝で怪獣作りに携わっていた八木勘寿は父親、八木康栄は叔父にあたる。息子の八木功はエキスプロダクションの代表を務める。

## 来歴
1926年（昭和元年）、愛知県に生まれる。
1946年（昭和21年）、戦後の混乱で定職につけず、父・勘寿のつてで東宝特殊技術課に出入りするようになる。
1954年（昭和29年）、東宝砧撮影所で日本初の本格特撮怪獣映画『ゴジラ』（本多猪四郎監督）に参加。開米栄三、利光貞三の補佐として、怪獣ゴジラの造形に携わる。
以降、フリーの美術スタッフとして様々な制作会社の作品に携わる。

### 大映時代
1956年（昭和31年）、大映東京撮影所に請われ、翌年公開のSF怪奇映画『透明人間と蝿男』（村山三男監督）の特撮技術者として大映に入社。
以降、主に本編美術を担当するが、東宝での経験からミニチュア撮影などの特撮美術も手掛けた。
1963年（昭和38年）、築地米三郎の発案で、特撮パニック映画『大群獣ネズラ』が企画される。巨大ネズミ「ネズラ」のぬいぐるみの製作を依頼されるが、これを断る。大映はこの後、高山良策にネズラを製作してもらったが、結局「生きたネズミを使う」という撮影手法に変更。これが衛生問題となり、組合争議にまで発展して撮影中途で頓挫。八木も大映を退社する。
1964年（昭和39年）、日本テレビで本編美術に携わる。
1965年（昭和40年）、大映初の怪獣映画『大怪獣ガメラ』（湯浅憲明監督）で、怪獣「ガメラ」のぬいぐるみを製作する。大映には怪獣造形、ミニチュア制作含めて大規模特撮の技術も技術者もなかったため、八木は村瀬継蔵や三上陸男、鈴木昶らを集めて、特撮美術全般から、操演など撮影補助までをまかなった。当初造型制作を行っていた撮影所の一角が使用できなくなったため、自宅にプレハブの作業場を設ける。

### エキスプロの設立
1966年（昭和41年）、父・勘寿死去。その遺言により、『大怪獣ガメラ』で集まったメンバーで、造形会社「株式会社エキスプロダクション」を創設。
同年、『大怪獣決闘 ガメラ対バルゴン』（田中重雄監督）、『大魔神怒る』（三隅研次監督）、『大魔神逆襲』（森一生監督）、東映京都の『怪竜大決戦』（山内鉄也監督）など京都・東京の撮影所にまたがってエキスプロで美術担当。特殊造形、美術だけでなく、特撮にも参加している。また円谷特技プロダクションのテレビ特撮番組『ウルトラマン』（TBS）の怪獣を数体担当。
1967年（昭和42年）、大映で『大怪獣空中戦 ガメラ対ギャオス』（湯浅憲明監督）、テレビ番組では宣弘社の『光速エスパー（日本テレビ）、東映の『キャプテンウルトラ』（TBS）、東映京都の『仮面の忍者 赤影』（関西テレビ）などで特殊美術を担当。
1968年（昭和43年）、大映東京で『ガメラ対宇宙怪獣バイラス』（湯浅憲明監督）、大映京都で『妖怪百物語』（安田公義監督）、『妖怪大戦争』に参加。この「妖怪シリーズ」では多数の妖怪群の造形に携わる。
この年以降、エキスプロは韓国の「極東フィルム」制作の怪獣映画『大怪獣ヨンガリ』（キム・キドォク監督）に参加。韓国初の怪獣映画の特殊美術を務める。ほかに台湾でも『乾神大決戦』などで特殊美術を務める。海外へスタッフ総出で赴任しての作業のため、『ガメラ対大悪獣ギロン』、『ガメラ対大魔獣ジャイガー』（湯浅憲明監督）では敵怪獣は「開米プロダクション」にまかせ、ガメラのみ造形を担当。
1971年（昭和46年）、東映のテレビ番組『仮面ライダー』（毎日放送）にエキスプロとして参加。三上陸男、高橋章を美術デザイナーに据え、東映生田撮影所を拠点に、主人公ヒーロー「仮面ライダー」や敵組織「ショッカー」の美術造形全般の指導を行う。
続いて前澤範をエキスプロに迎え、『好き! すき!! 魔女先生』（朝日放送）や、『魔神ガロン パイロットフィルム』、大映最後のガメラ映画『ガメラ対深海怪獣ジグラ』（湯浅憲明監督）などに携わる。
1972年（昭和47年）以降、エキスプロで、ひろみプロの『サンダーマスク』（日本テレビ）、東映生田スタジオ作品の『仮面ライダー』、『超人バロム・1』（よみうりテレビ）、『変身忍者嵐』、『仮面ライダーV3』（毎日放送）、『イナズマン』（NET）、日本現代企画の『スーパーロボット マッハバロン』（日本テレビ）といった特撮番組に携わり、空前の「変身ブーム」を支えた。「変身ブーム」後も、『秘密戦隊ゴレンジャー』（NET）を始め、エキスプロで映画・テレビ番組・CM・各種アトラクションなどで美術造形を手掛ける。
1980年（昭和55年）、徳間大映の『宇宙怪獣ガメラ』（湯浅憲明監督）で、約10年ぶりにガメラを造形。
1992年、次男・功に「エキスプロ」代表を譲り、同社会長を務めて後進の指導に当たる。
2008年7月31日、肺気腫により死去。81歳没。

## 人物・エピソード
本名は「八木政雄」。父親は菊人形職人で、東宝の特殊技術課の特殊美術係に参加しミニチュア作りを手掛けた八木勘寿。叔父は同じく勘寿とコンビを組んで東宝で怪獣作りに携わった八木康栄。長男・八木宏、次男・八木功も造形家である。東映の平山亨元プロデューサーは八木について、「温厚な職人タイプ」と評している。
『大怪獣ガメラ』では、大映に怪獣を作れる技術者がいなかったため、高山良策にガメラのぬいぐるみの制作が依頼された。高山が『ウルトラQ』（TBS）の怪獣造形で多忙だったため、次に東宝の八木康栄に話が持ち込まれた。そこで八木が、康栄と共に東宝でゴジラなど怪獣を作っている父・勘寿に「手が空いたときに作ってもらえないか」と相談した。が、当時映画界には五社協定があり、映画会社間の人員のやり取りは原則禁止となっていて、違反すれば200万円の罰則規定となっていた。結局、元・大映の八木に話が回ってきて、八木がこれを請けることになった。
八木は自宅の庭に2坪ほどのプレハブの工房を建て、ここでガメラの制作を行うことにした。当時八木は日本テレビの仕事をしていたため、日本テレビを定時で退社した後、夜間にガメラを作っていた。が、大映から「急いで欲しい」とせっつかれたため、日本テレビの部長に相談したところ、ちょうど社内が組合争議で揉めていたため、「こっちで処理するから当分来なくていいよ」と取り計らってくれた。
父親の勘寿は、同じ東宝特技課の特美係に所属していた村瀬継蔵に応援を頼んだが、先述の五社協定があり、村瀬は定時退社後や休日にこっそり八木家を訪れ、ガメラの甲羅の鱗の型取りなどを手伝っている。当時病身だった勘寿は、このプレハブの小屋に布団を持ち込んで、村瀬に甲羅抜きの指導を行っている。
大映では監督の湯浅憲明や築地米三郎は、大規模な怪獣特撮は初めての経験であり、八木は怪獣造形だけでなくミニチュアの制作から操演の手伝いまで頼まれ、三上陸男や鈴木昶といった造形仲間を集めて美術全般を担当している。「結局、日本テレビには行かずに給料とボーナスだけもらってたんです」と笑っている。
この『大怪獣ガメラ』が終わった後、仲間と「造形会社を作ろう」ということになり、村瀬継蔵が社名を「エキスプロダクション」として会社登録を行った。これが「エキスプロ」の始まりである。村瀬は八木の父親の勘寿から「正夫のエキスプロを助けてやって欲しい」と、なかば遺言のような形で頼まれ、そのままスタッフとなった。
『ガメラ対バルゴン』以降のガメラは、八木が指導する形でエキスプロで制作している。八木は「ガメラ映画で制作した怪獣で最も印象深い怪獣」として、「バイラス」を挙げている。湯浅監督から「柔軟性が欲しい」と頼まれ、素材選びから工夫して造形したといい、「人は苦労して初めて得るところがあるんじゃないかなあ。それを教えてくれたのはバイラスですよ」と語っている。
『仮面ライダー』での美術担当は、同番組制作のため新設された東映生田撮影所の所長となった内田有作が、大映の美術スタッフだった間野重雄に相談を持ち込んだことがきっかけで、エキスプロの三上陸男に話が持ち込まれ、ちょうど韓国・台湾での仕事が一段落したところだった八木が決断して引き受けたものだった。番組開始を直前の4月に控えた、2月ごろの話だったという。八木はスタジオの整備や人員集めに尽力した。